# Gymnasium Carolinum (Ansbach)
Das Gymnasium Carolinum (umgangssprachlich bzw. unter Schülern: Caro) ist das kleinste der drei heute bestehenden Gymnasien im mittelfränkischen Ansbach und nach dem Melanchthon-Gymnasium Nürnberg das zweitälteste nichtklösterliche Gymnasium in Bayern.

## Gründungsgeschichte des Gymnasiums
Im Jahr 1528 gründete Markgraf Georg der Fromme eine Lateinschule in Ansbach, dem damaligen Onolzbach. Sie sollte sich bald zum Bildungszentrum des Ansbacher Unterlandes entwickeln. Im Jahr 1736 zog die Schule in das bis heute bestehende Gebäude. Dieses wurde 1727 als geplantes Zuchthaus erbaut, jedoch bereits 1736 zum Gymnasium umkonzipiert. Nach Auflösung der Heilsbronner Fürstenschule wurde die Ansbacher Lateinschule zum Gymnasium Carolinum illustre erhoben (Stiftungsbrief vom 1. Mai 1737). Die Namensgebung erfolgte nach ihrem Gönner, dem Markgrafen Karl Wilhelm Friedrich.

## Bauliche Erscheinung
Die heutige Schule befindet sich in einem barocken Gebäude des frühen 18. Jahrhunderts mit einem dicken Turm, in dem Bibliotheken, das Lehrerzimmer und der „große Musiksaal“ im dritten Stock, untergebracht sind. Bei einer Komplettsanierung in den 1960er Jahren wurde das gesamte Gebäude entkernt und von Grund auf modernisiert. Besonders auffällig ist die rosa Außenfarbe sowie der moderne Aufbau des „dritten Stocks“, der in den 1990er Jahren (Einweihung am 1. März 1996) dem alten Gebäude einem Hut gleich aufgesetzt wurde. Eine Besonderheit waren die beiden von Arkaden gesäumten Innenhöfe, von denen einer wegen Platzmangel umgewandelt wurde. In ihm entstanden zwei aufeinandergesetzte würfelförmige Räume, in denen kleinere Gruppen unterrichtet werden können. Im Erdgeschoss des ehemaligen Hofes wurde auch eine kleine moderne Mensa eingerichtet.
Beim Betreten der Schule fällt der Blick auf eine massive Bronzetafel an der Wand, auf der die Worte des griechischen Dichters Pindar die Leser mahnen wollen, dass der Krieg dem Unerfahrenen zwar als süße Herausforderung erscheinen mag, dem aber, der ihn erlebt hat, als Schrecken unvergesslich bleibt.

## Zweige und Wahlmöglichkeiten

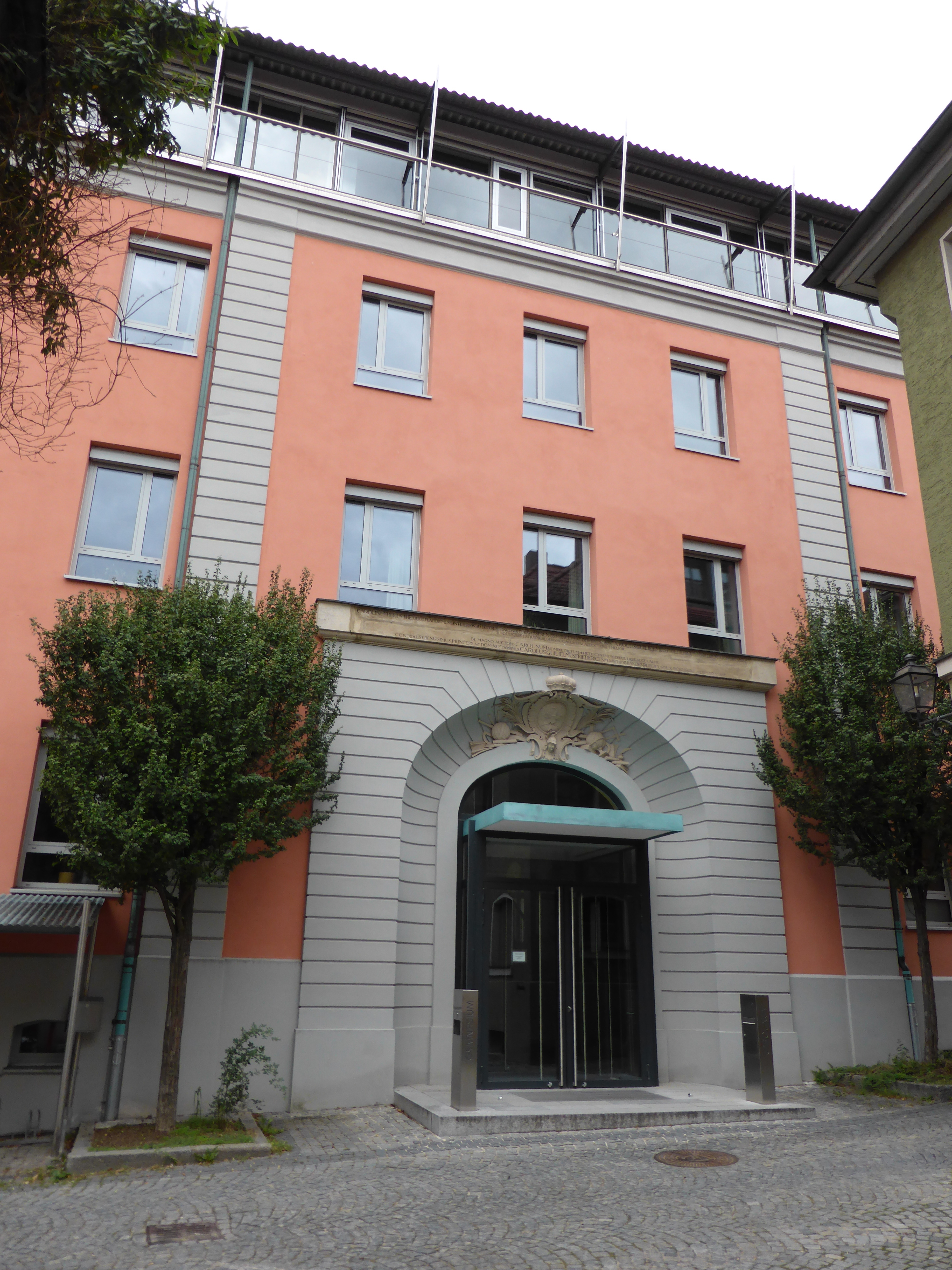
Haupteingang im Ostflügel, der der Ansbacher Altstadt zugewandt ist; an der Reuterstraße 9

Neben dem sprachlichen/humanistischen Zweig mit Latein ab der 5. Jahrgangsstufe, Englisch als zweiter Sprache und dann wahlweise Altgriechisch (humanistisch) oder Französisch (sprachlich) ist auch der Ausbildungsweg über den musischen Zweig möglich. Ab dem Schuljahr 2026/27 wird es zudem einen naturwissenschaftlich-technologischen Zweig geben. Die Wahl der Zweige erfolgt in der 8. Jahrgangsstufe. Für den musischen Zweig gibt es bereits ab der 5. Jahrgangsstufe zusätzlichen Musikunterricht.

## Historische Bibliothek
Die Schule beherbergt eine „historische Bibliothek“, die sich im zweiten Stock des Turmes befindet. Die historische Bibliothek umfasst 7100 Titel in 14.726 Bänden. Im Kernbestand der Bibliothek überwiegt die deutsche Sprache mit 59,3 Prozent. 36,4 Prozent entfallen auf die alten Sprachen (Latein und Griechisch einschließlich eines geringen Anteils Hebräisch). Die neuen Sprachen sind mit nur 4,3 Prozent vertreten.

## Veranstaltungen
Gerade von Seiten der „Musen“, wie die Schüler des musischen Zweigs schulintern genannt werden, werden Konzerte angeboten. Großen Erfolg konnte die Rockoper nox antea (lat., „die Nacht davor“) in den Jahren 1994/1995 erzielen. Weitere von der Schule organisierte und dargebotene Oratorien waren Der verlorene Sohn (1982) sowie Exodus (1987/1988).
Daneben sorgte auch die Theatergruppe durch ihre Aufführungen für Aufmerksamkeit. Höhepunkte waren beispielsweise die Aufführungen der antiken Stücke Lysistrate von Aristophanes und Antigone von Sophokles.
Zudem finden jährlich ein öffentliches Frühlings- und ein Weihnachtskonzert in der Gumbertuskirche statt.
Außerdem veranstaltet die Schule einen sogenannten „musikalischen Stadtrundgang“, bei dem die Schüler verschiedene musikalische Darbietungen in kleinen Ensembles, verteilt in der Stadt, zum Besten geben. Im Schuljahr 2024/25 wurde dieses Ereignis zum „musischen Stadtrundgang“ umbenannt. Mit dieser Namensänderung werden neben der Musik auch die anderen Künste gleichberechtigt miteingeschlossen.

## Partnerschulen
Das Gymnasium Carolinum pflegt folgende Beziehungen mit Schulen im Ausland:
- Bay City Central High, Michigan, USA
- VIII Liceum Ogólnokształcące, Lodz, Polen
- Lycée Saint Joseph in Nay (Pyrénées-Atlantiques), Frankreich

Es finden jährlich Schüleraustausche und Sprachreisen zwischen dem Carolinum und den oben genannten Schulen statt. Zudem gibt es eine jährlich stattfindende Sprachreise, oft in Kooperation mit anderen Schulen, nach Griechenland.

## Erasmus+
Die Schule ist für die Teilnahme am „Erasmus+“-Programm akkreditiert. Im Rahmen des Erasmus-Programms findet ein Austausch mit dem Liceo Muratori San Carlo in Modena, Norditalien statt.

## Schülerzeitung
Die Schule hat eine Schülerzeitung namens „Pennazine“ (von lat. „penna“ = die Feder und dem Wort Magazine).

## Amoklauf
Am 17. September 2009 ereignete sich an dieser Schule ein Amoklauf, der unter dem Namen Amoklauf von Ansbach bekannt wurde.

## Persönlichkeiten

### Bekannte Lehrkräfte
- Johann Matthias Gesner (1691–1761), Rektor von 1729–1730
- Georg Ludwig Oeder (1694–1760), Rektor von 1730 bis 1760, in dieser Zeit 1737 erster Rektor des neu eingeweihten Gymnasiums
- Nicolaus Schwebel (1713–1773), Philologe, Dichter und Pädagoge, von 1764 bis 1773 Rektor der Schule
- Johann Zacharias Leonhard Junkheim (1729–1790), von 1760 bis 1763 Rektor der Schule
- Carl Buzengeiger (1771–1835), Mathematiker, Mineraloge und Hochschullehrer, Professor der Mathematik von 1798 bis 1819
- Julius Conrad von Yelin (1771–1826), Physiker, Mathematiker und Finanzbeamter, Vorlesungen von 1794 bis 1806
- Johann Simon Erhardt (1776–1829), Philosoph
- Karl Ulmer (1811–1894), Lehrer und Schriftsteller, 1854 bis 1881 Studienlehrer an der Königlichen Studienanstalt in Ansbach

### Bekannte Schülerinnen und Schüler
- Lorenz Andreas Hamberger (1690–1718), Rechtswissenschaftler
- Johann Matthias Gesner (1691–1761), klassischer Philologe und Bibliothekar
- Johann Peter Uz (1720–1796), Dichter
- Carl von Hänlein (1760–1819), Gesandter
- Michael Alexander Lips (1779–1838), Staatswissenschaftler
- Ludwig von Haenlein (1790–1858), Sohn von Carl von Haenlein, Gesandter
- Heinrich Christoph Büttner (1766–1816), Jurist, Topograf und Historiker
- Wolfgang Heinrich Puchta (1769–1845), Rechtswissenschaftler und Richter
- Julius Conrad von Yelin (1771–1826), Physiker, Mathematiker und Finanzbeamter
- Karl von Staudt (1798–1867), Mathematiker[12]
- Georg Oberhäuser (1798–1868), Optiker
- Johann Friedrich Hunger (1800–1837), Rechtswissenschaftler
- Ludwig Feuerbach (1804–1872), Philosoph
- Johann Matthias von Meyer (1814–1882), Geistlicher und Oberkonsistorialpräsident der Landeskirche in Bayern
- Friedrich Krafft von Crailsheim (1841–1926), Bayerischer Ministerpräsident
- Anton von Ulsamer (1842–1917), Präsident des Bayerischen Obersten Rechnungshofs
- Philipp Zorn (1850–1928), Kirchen- und Staatsrechtler
- Hermann von Bezzel (1861–1917), Rektor der Diakonissenanstalt Neuendettelsau, Leiter des Oberkonsistoriums
- Georg Bickel (1862–1924), Pfarrer und Maler
- Christian Bürckstümmer (1874–1924), Hochschullehrer an der Universität Erlangen
- Georg Leyh (1877–1968), Bibliothekar und Bibliothekswissenschaftler
- Gottfried Feder (1883–1941), Ingenieur sowie nationalsozialistischer Wirtschaftstheoretiker und Politiker
- Hermann Göring (1893–1946), nationalsozialistischer Politiker und Oberbefehlshaber der Luftwaffe
- Robert Limpert (1925–1945), Widerstandskämpfer während der NS-Zeit
- Ernst-Günther Zumach (1926–2012), von 1971 bis 1990 Oberbürgermeister der Stadt Ansbach
- Ernst Eichinger (1929–2015), Künstler
- Walter Brandmüller (* 1929), Theologe, Kirchenhistoriker, Kardinal
- Walter Burkert (1931–2015), Klassischer Philologe
- Hasso Hofmann (1934–2021), Rechtsphilosoph
- Joachim Gruber (* 1937), Klassischer Philologe und Humanismusforscher
- Konrad Goehl (* 1938), Altphilologe, Mittellateiner, Germanist und Medizinhistoriker
- Rudolf Fritsch (1939–2018), Mathematiker und Mathematikdidaktiker[12]
- Norbert Winner (* 1956), katholischer Pfarrer
- Wolfram de Marco (* 1966), Komponist
- Michael Jakob (* 1978), Autor, Slam-Poet, Moderator[13]
- Lisa Herzog (* 1983), Philosophin, Volkswirtin
- Martina Trumpp (* 1986), Violinistin und Pädagogin